# JP

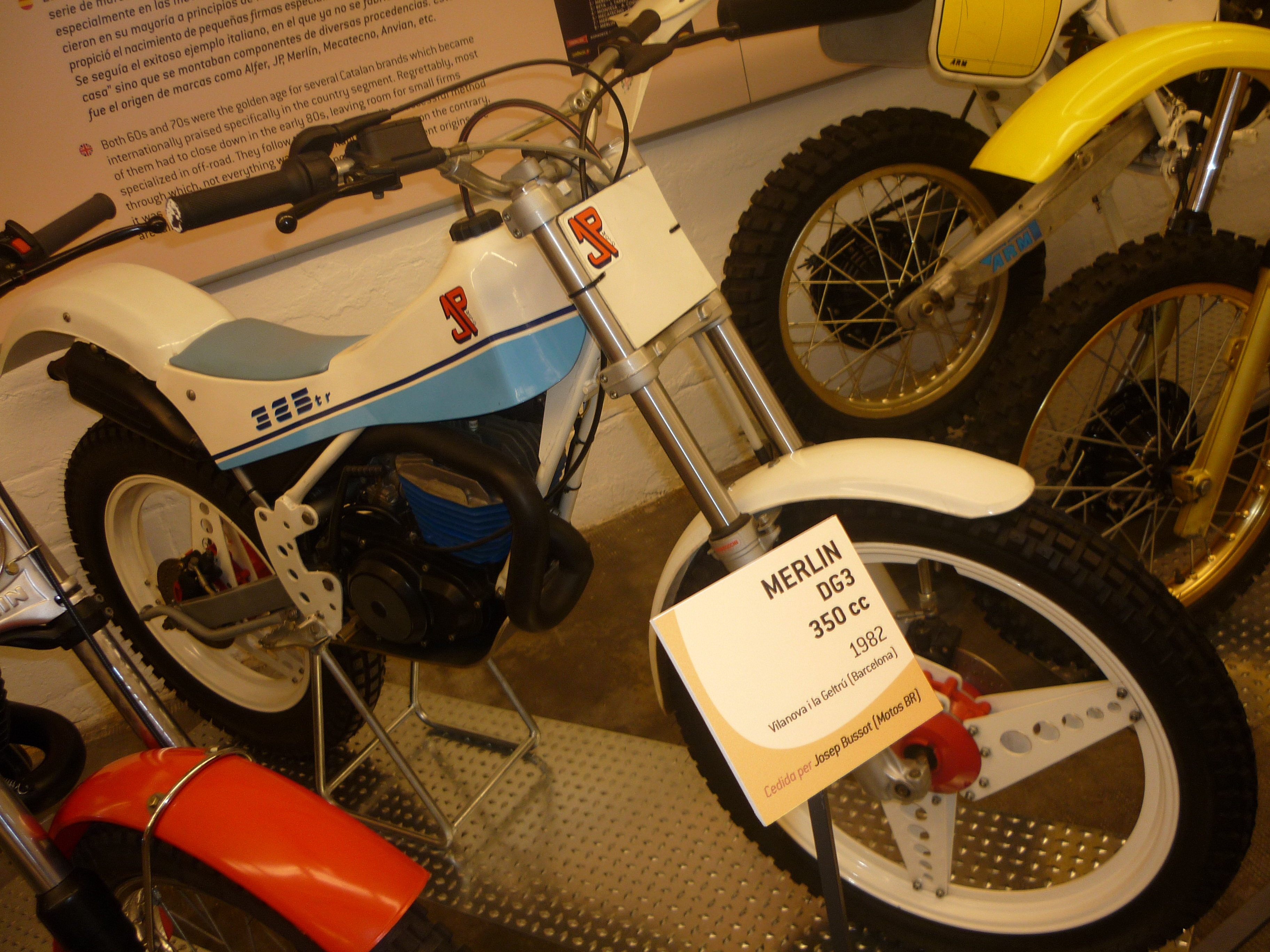
JP 325 TR de 1988

JP (o J.P., inicials de Juvanteny i Payà) fou una marca catalana de motocicletes de trial, fabricades entre 1987 i 1991 a Cabrera de Mar, i a Sant Quirze de Besora des d'aleshores fins al 1993.
L'empresa fou fundada pels pilots de trial Albert Juvanteny (de Sant Boi de Lluçanès) i Quico Payà (de Mataró), antics companys durant anys a l'equip oficial d'OSSA. Les JP anaven equipades amb motor italià Villa i la resta es fabricava de forma artesanal, partint d'un xassís d'OSSA MAR.